# Plutónio (rapper)
João Ricardo Azevedo Colaço (Portugal, 28 de junho de 1985), conhecido principalmente pelo seu nome artístico Plutónio ou Plutonio, é um rapper luso-moçambicano. É considerado como um dos maiores nomes atuais do hip hop português.
Em 2025, o seu quinto álbum, Carta de Alforria, tornou-se o álbum de um artista português mais ouvido de sempre num único um dia no Spotify, tanto globalmente quanto em Portugal. O sucesso de Plutónio levou o artista a marcar dois concertos na MEO Arena para o primeiro trimestre de 2025, que acabaram ambos por ter lotação esgotada.

## Discografia

### Álbuns de estúdio
| Título                              | Detalhes                                                                | Posições mais altas nas tabelas musicais | Posições mais altas nas tabelas musicais | Certificações (AFP) |
| Título                              | Detalhes                                                                | Tabela portuguesa de vendas de álbuns    | Tabela portuguesa de streaming de álbuns | Certificações (AFP) |
| ----------------------------------- | ----------------------------------------------------------------------- | ---------------------------------------- | ---------------------------------------- | ------------------- |
| Histórias da Minha Life             | - Lançado: 1 de outubro de 2013 (POR) - Gravadora: Soldier Music        |                                          |                                          |                     |
| Preto & Vermelho                    | - Lançado: 3 de junho de 2016 (POR) - Gravadora: Bridgetown Records     |                                          |                                          |                     |
| Sacrifício: Sangue, Lágrimas & Suor | - Lançado: 22 de novembro de 2019 (POR) - Gravadora: Bridgetown Records | 24                                       | 16                                       | 2x Platina          |
| ORDEM & PROGRE$$O                   | - Lançado: 7 de dezembro de 2023 (POR) - Gravadora: Sony Brasil         |                                          |                                          |                     |
| Carta de Alforria                   | - Lançado: 8 de novembro de 2024 (POR) - Gravadora: Bridgetown Records  | 1                                        | 1                                        | Platina             |

### EP
| Título                               | Detalhes                            | Certificações (AFP) |
| ------------------------------------ | ----------------------------------- | ------------------- |
| ANTI$$OCIAL (Lon3r Johny e Plutónio) | - Lançado: 1 de abril de 2023 (POR) |                     |
| Trilogia Pão na Mesa                 | Lançado: 1 de junho de 2023 (POR)   |                     |

### Singles

#### Como artista principal
| Ano  | Título                                                                  | Posições mais altas nas tabelas musicais | Posições mais altas nas tabelas musicais | Certificações (AFP) | Álbum                               |  |
| Ano  | Título                                                                  | Tabela Portuguesa de Singles (POR)       | Tabela Portuguesa de Streams (POR)       | Certificações (AFP) | Álbum                               |  |
| ---- | ----------------------------------------------------------------------- | ---------------------------------------- | ---------------------------------------- | ------------------- | ----------------------------------- |  |
| 2015 | "Última Vez"                                                            | —                                        |                                          |                     |                                     |  |
| 2016 | "Orgulho" (com Zlatnem)                                                 | —                                        |                                          |                     |                                     |  |
| 2016 | "Orgulho" - Versão Explícita" - "Não Me Dês Razão"                      | —                                        |                                          |                     |                                     |  |
| 2016 | "África Minha" (com Bonga)                                              | —                                        |                                          |                     |                                     |  |
| 2017 | "Não Vales Nada"                                                        | —                                        |                                          |                     | Singles sem álbum                   |  |
| 2018 | "Preciso de Um Tempo"                                                   | —                                        |                                          |                     | Singles sem álbum                   |  |
| 2018 | "3AM"                                                                   | —                                        |                                          |                     | Sacrifício: Sangue, Lágrimas & Suor |  |
| 2019 | "Prada"                                                                 | —                                        |                                          |                     | Sacrifício: Sangue, Lágrimas & Suor |  |
| 2019 | "Meu Deus"                                                              | 2                                        |                                          | 2x Platina          | Sacrifício: Sangue, Lágrimas & Suor |  |
| 2019 | "Dramas & Dilemas"                                                      | 45                                       |                                          |                     | Sacrifício: Sangue, Lágrimas & Suor |  |
| 2019 | "1 de Abril"                                                            | 5                                        |                                          | 2x Platina          | Sacrifício: Sangue, Lágrimas & Suor |  |
| 2019 | "Lucy Lucy"                                                             | 6                                        |                                          | Ouro                | Sacrifício: Sangue, Lágrimas & Suor |  |
| 2019 | "Vergonha Na Cara"                                                      | 8                                        |                                          | Ouro                | Sacrifício: Sangue, Lágrimas & Suor |  |
| 2019 | "Somos Iguais"                                                          | 5                                        |                                          | 8x Platina          | Sacrifício: Sangue, Lágrimas & Suor |  |
| 2021 | "Lisabona"                                                              | 2                                        |                                          |                     | Singles sem álbum                   |  |
| 2021 | "Tirar Bilhete"                                                         | 83                                       |                                          |                     | Singles sem álbum                   |  |
| 2022 | "Por Enquanto"                                                          | 12                                       | 12                                       | 3x Platina          | Singles sem álbum                   |  |
| 2022 | "4AM no Rio"                                                            | 73                                       |                                          |                     | Singles sem álbum                   |  |
| 2023 | "Alcatraz"                                                              | 34                                       |                                          |                     | Singles sem álbum                   |  |
| 2023 | "PIÑA COLADA" (Lon3r Johny e Plutónio)                                  | 5                                        | 5                                        | Platina             | ANTI$$OCIAL                         |  |
| 2023 | "Novinha Grandona" (com Filipe Ret e Dallass)                           | 79                                       | 79                                       |                     | ORDEM & PROGRE$$O                   |  |
| 2024 | "Acordar"                                                               | 12                                       |                                          | Platina             | Single sem álbum                    |  |
| 2024 | "Luxemburgo"                                                            | 17                                       |                                          | Platina             | Carta de Alforria                   |  |
| 2024 | "País das Maravilhas"                                                   | 4                                        |                                          | Platina             | Carta de Alforria                   |  |
| 2024 | "Interestelar"                                                          | 1 (seis semanas)                         |                                          | 3x Platina          | Carta de Alforria                   |  |
|      | "—" É uma gravação que não foi feita ou foi lançada naquele território. |                                          |                                          |                     |                                     |  |

#### Como artista convidado
| Ano  | Título                                                                                | Posições mais altas                | Certificações (AFP) | Álbum             |  |
| Ano  | Título                                                                                | Tabela Portuguesa de Singles (POR) | Certificações (AFP) | Álbum             |  |
| ---- | ------------------------------------------------------------------------------------- | ---------------------------------- | ------------------- | ----------------- |  |
| 2018 | "Eyes Open" (Richie Campbell com Plutónio)                                            | 95                                 |                     | Lisboa            |  |
| 2018 | "Rain" (Mishlawi com Richie Campbell e Plutónio)                                      | 30                                 | 2x Platina          | Singles sem álbum |  |
| 2018 | "Cafeína" (DJ Dadda com Plutónio)                                                     | 1                                  | 3x Platina          | Singles sem álbum |  |
| 2018 | "Ter Peito e Espaço (Branko Remix feat Plutonio) (Branko com Sara Tavares e Plutónio) | —                                  |                     | Singles sem álbum |  |
| 2020 | "Paycheck" (Lord XIV com Plutónio)                                                    | —                                  |                     | Singles sem álbum |  |
| 2024 | "Alô" (Dillaz com Plutónio)                                                           | 1                                  | 4x Platina          | O Próprio         |  |
| 2025 | "Milionário" (PTM com Plutónio)                                                       | 62                                 |                     |                   |  |
|      | "—" É uma gravação que não foi feita ou foi lançada naquele território.               |                                    |                     |                   |  |

### Outras faixas

#### Como artista principal
| Ano                                                                     | Título                                               | Posições mais altas nas tabela musicais | Posições mais altas nas tabela musicais | Certificações | Álbum/EP                            |
| Ano                                                                     | Título                                               | Tabela Portuguesa de Singles (POR)      | Tabela Portuguesa de Streams (POR)      | Certificações | Álbum/EP                            |
| ----------------------------------------------------------------------- | ---------------------------------------------------- | --------------------------------------- | --------------------------------------- | ------------- | ----------------------------------- |
| 2019                                                                    | "Mesmo Sítio"                                        | 56                                      |                                         |               | Sacrifício: Sangue, Lágrimas & Suor |
| 2019                                                                    | "Quando a Noite Cai"                                 | 66                                      |                                         |               | Sacrifício: Sangue, Lágrimas & Suor |
| 2019                                                                    | "Sr. Guarda"                                         | 74                                      |                                         |               | Sacrifício: Sangue, Lágrimas & Suor |
| 2019                                                                    | "Sacrifício"                                         | 92                                      |                                         |               | Sacrifício: Sangue, Lágrimas & Suor |
| 2021                                                                    | "2 da Matina"                                        | 53                                      |                                         |               | Trilogia Pão na Mesa                |
| 2021                                                                    | "Pão na Mesa" (com Richie Campbell)                  | 66                                      |                                         |               | Trilogia Pão na Mesa                |
| 2021                                                                    | "Coisas na Life"                                     | 92                                      |                                         |               | Trilogia Pão na Mesa                |
| 2023                                                                    | "UH LA LA LA" (Lon3r Johny e Plutónio)               | 11                                      | 11                                      | 2x Platina    | ANTI$$OCIAL                         |
| 2023                                                                    | "ANTI$$OCIAL" (Lon3 Johny e Plutónio)                | 16                                      |                                         |               | ANTI$$OCIAL                         |
|                                                                         | "G3" (com Ajaxx, Chefin e Leviano)                   | 33                                      | 33                                      |               | ORDEM & PROGRE$$O                   |
|                                                                         | Pensamento (com Portugal no Beat, Vulgo FK, Galdino) | 55                                      | 55                                      |               | ORDEM & PROGRE$$O                   |
|                                                                         | "Moçambique" (com Ajaxx e Chefin)                    | 102                                     | 101                                     |               | ORDEM & PROGRE$$O                   |
|                                                                         | "9Xs" (com MC Lele JP e Ajaxx)                       | 124                                     | 121                                     |               | ORDEM & PROGRE$$O                   |
|                                                                         | "Fé em Deus" (com Haitam)                            | 130                                     | 129                                     |               | ORDEM & PROGRE$$O                   |
|                                                                         | "Taca Fogo" (com 2T e Portugal no Beat)              | 147                                     | 146                                     |               | ORDEM & PROGRE$$O                   |
|                                                                         | "Agradeço" (com PL Quest e Ajaxx)                    | 169                                     | 169                                     |               | ORDEM & PROGRE$$O                   |
|                                                                         | "Vida" (com Gaab, Portugal no Beat e Galdino)        | 195                                     | 194                                     |               | ORDEM & PROGRE$$O                   |
| 2024                                                                    | "Deja Vu"                                            | 5                                       |                                         | Platina       | Carta de Alforria                   |
| 2024                                                                    | "Casa Melhor"                                        | 6                                       |                                         |               | Carta de Alforria                   |
| 2024                                                                    | "1000 Bocados"                                       | 8                                       |                                         | Ouro          | Carta de Alforria                   |
| 2024                                                                    | "Sala de Audiências"                                 | 8                                       |                                         | Ouro          | Carta de Alforria                   |
| 2024                                                                    | "Como 1 Rei"                                         | 14                                      |                                         |               | Carta de Alforria                   |
| 2024                                                                    | "Perguntam Como"                                     | 15                                      |                                         |               | Carta de Alforria                   |
| 2024                                                                    | "Montanha"                                           | 16                                      |                                         | Ouro          | Carta de Alforria                   |
| 2024                                                                    | "6am em Paris"                                       | 18                                      |                                         |               | Carta de Alforria                   |
| 2024                                                                    | "Deserto"                                            | 23                                      |                                         |               | Carta de Alforria                   |
| 2024                                                                    | "Mapa Cor de Rosa"                                   | 34                                      |                                         | Ouro          | Carta de Alforria                   |
| 2024                                                                    | "Menos 1 Nite"                                       | 36                                      |                                         | Ouro          | Carta de Alforria                   |
| 2024                                                                    | "Multiplica"                                         | 38                                      |                                         |               | Carta de Alforria                   |
| 2024                                                                    | "FDP"                                                | 23                                      |                                         | Ouro          | Carta de Alforria                   |
| 2024                                                                    | "Tal e Qual"                                         | 39                                      |                                         |               | Carta de Alforria                   |
| 2024                                                                    | "Ouro Sobre Azul"                                    | 40                                      |                                         |               | Carta de Alforria                   |
| 2024                                                                    | "Sessenta e Nova"                                    | 43                                      |                                         |               | Carta de Alforria                   |
| 2024                                                                    | "Dissabores"                                         | 24                                      |                                         | Ouro          | Carta de Alforria                   |
| 2024                                                                    | "Carta de Alforria"                                  | 48                                      |                                         |               | Carta de Alforria                   |
| 2024                                                                    | "Salomão"                                            | 49                                      |                                         |               | Carta de Alforria                   |
| "—" É uma gravação que não foi feita ou foi lançada naquele território. |                                                      |                                         |                                         |               |                                     |

## Prémios
| Ano  | Prémio                             | Categoria                | Trabalho                    | Resultado |
| ---- | ---------------------------------- | ------------------------ | --------------------------- | --------- |
| 2019 | MTV Europe Music Awards            | Melhor Artista Português |                             | Indicado  |
| 2021 | MTV Europe Music Awards            | Melhor Artista Português | Indicado                    |           |
| 2025 | Play - Prémio da Música Portuguesa | Melhor Canção            | "Alô" (Dillaz com Plutónio) | Indicado  |
| 2025 | Play - Prémio da Música Portuguesa | Melhor Artista Masculino |                             | Indicado  |
| 2025 | Play - Prémio da Música Portuguesa | Melhor Álbum             | Carta de Alforria           | Indicado  |
| 2025 | Play - Prémio da Música Portuguesa | Prémio da Crítica        | Carta de Alforria           | Indicado  |
| 2025 | Globos de Ouro                     | Melhor Intérprete        |                             | Pendente  |
| 2025 | Globos de Ouro                     | Melhor Atuação           | Plutónio - MEO Arena        | Pendente  |

## Vida pessoal
Em outubro de 2021, Plutónio foi detido pela Polícia Judiciária por posse de arma ilegal, após buscas na residência do artista, no Bairro da Cruz Vermelha, em Alcabideche. A operação ocorreu no âmbito de uma investigação por tentativa de homicídio, que terá acontecido durante um tiroteio ocorrido meses antes na zona de Alcabideche, onde um dos indivíduos envolvidos, amigo de Plutónio, terá disparado múltiplos tiros com a arma de fogo. A arma terá sido confiada ao rapper por esse seu amigo, na tentativa de se desfazer da mesma. Plutónio foi posteriormente libertado.